# Bottomonium
Bottomonium – ciężki mezon, złożony z kwarku i antykwarku spodniego (zwanego też pięknym) {\displaystyle b.} Pierwszym odkrytym stanem jest wektorowy mezon ϒ (ypsilon, fizycy zazwyczaj wymawiają jako „upsilon”), ściślej ϒ(1S). Historycznie była to pierwsza odkryta cząstka zawierająca kwark trzeciej generacji.
Jest przykładem stanu zwanego kwarkonium, czyli stanu związanego kwarku i jego antykwarku. Jest w związku z tym swoją własną antycząstką. Lekkie stany mają małą szerokość (stosunkowo długi czas życia), ze względu na regułę OZI.

## Stany
Znanych jest szereg stanów bottomonium, oznaczanych ηb, {\displaystyle h_{b},} {\displaystyle \Upsilon } i {\displaystyle \chi _{b}.} Poniższa tabela porównuje ich własności.
| Oznaczenie              | Masa [MeV/c²]      | Szerokość [MeV] |
| ----------------------- | ------------------ | --------------- |
| ηb(1S)                  | 9398,0±3,2         | 11+6−4          |
| ϒ(1S)                   | 9460,30±0,26       | 0,05402±0,00125 |
| χb0(1P)                 | 9859,44±0,42±0,31  |                 |
| χb1(1P)                 | 9892,78±0,26±0,31  |                 |
| hb(1P)                  | 9899,3±1,0         |                 |
| χb2(1P)                 | 9912,21±0,26±0,31  |                 |
| ηb(2S)                  | 9999±4             | <24             |
| ϒ(2S)                   | 10023,26±0,31      | 0,03198±0,00263 |
| ϒ(1D)                   | 10163,7±1,4        |                 |
| χb0(2P)                 | 10232,5±0,4±0,5    |                 |
| χb1(2P)                 | 10255,46±0,22±0,50 |                 |
| hb(2P)                  | 10259,8±1,2        |                 |
| χb2(2P)                 | 10268,65±0,22±0,50 |                 |
| ϒ(3S)                   | 10355,2±0,5        | 0,02032±0,00185 |
| χb(3P)                  | 10534±9            |                 |
| ϒ(4S) lub Υ(10580)      | 10579,4±1,2        | 20,5±2,5        |
| X(10610)± lub Zb(10610) | 10607,2±2,0        | 18,4±2,4        |
| X(10650)± lub Zb(10650) | 10652,2±1,5        | 11,5±2,2        |
| ϒ(10860)                | 10876±11           | 55±28           |
| ϒ(11020)                | 11019±8            | 79±16           |

Znany jest jeden orbitalnie wzbudzony stan mezonu ϒ (JP = 2−), nazwany ϒ(1D).
Naładowane cząstki Zb(10610) i Zb(10650) to prawdopodobnie tetrakwarki zawierające kwark denny i antydenny, o czym świadczą ich rozpady na stan bottomonium i naładowany lekki mezon.

## Historia odkrycia i badań

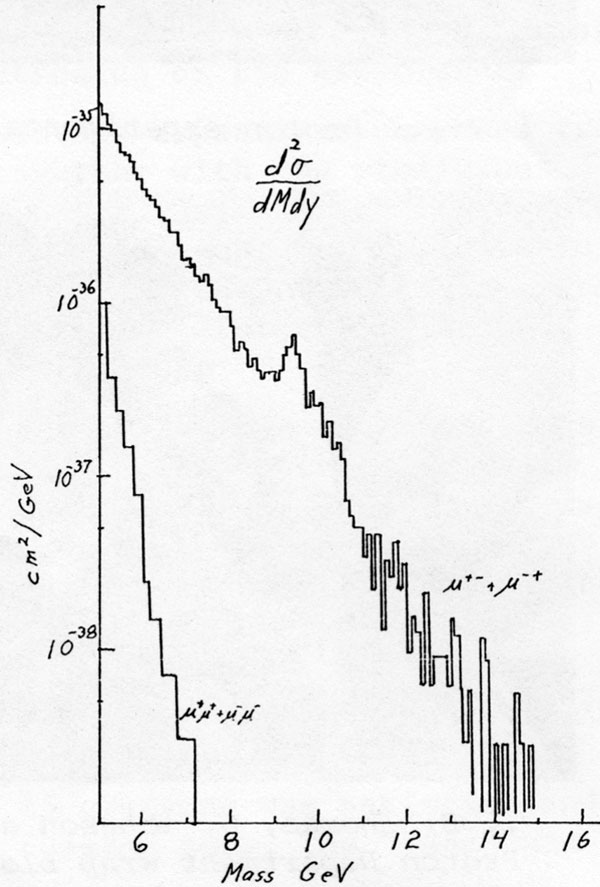
Wykres masy niezmienniczej pary mionów w eksperymencie E288. „Górka” nieco poniżej 10 GeV pochodzi z rozpadu mezonu ϒ.

Pierwsze doniesienie o odkryciu cząstki ypsilon zostało opublikowane w styczniu 1976 przez zespół E288 z Fermilabu, pracujący pod kierunkiem Leona Ledermana. Okazało się ono jednak błędne i zostało nazwane żartobliwie „Oops-Leon”.
Cząstka ypsilon została ostatecznie odkryta w roku 1977 przez ten sam zespół. W eksperymencie analizowano produkty zderzeń wysokoenergetycznych protonów z tarczami z ciężkich metali (miedź, platyna), wykrywając wyprodukowane w zderzeniu miony i mierząc ich pędy. Na wykresie masy niezmienniczej pary mionów zaobserwowano zwiększoną liczbę przypadków przy masie około 9,5 GeV/c². Nadmiar ten został zinterpretowany jako efekt produkcji nowej cząstki i jej niemal natychmiastowego rozpadu:
{\displaystyle \Upsilon \to \mu ^{+}\mu ^{-}.}

### Eksperymenty elektron-pozyton
Zderzenia elektronów z pozytonami {\displaystyle (e^{+}e^{-})} są idealną metodą produkcji i badania własności stanów kwarkonium. Wirtualny foton powstały w anihilacji elektronu i pozytonu może rozpaść się na parę kwark-antykwark, o ile tylko jego energia jest dostatecznie wysoka dla wyprodukowania takiej pary. Jeżeli przy tym powstająca para może utworzyć stan związany (kwarkonium), następuje rezonansowe zwiększenie przekroju czynnego na zderzenie elektron-pozyton. Zmieniając energię zderzających się cząstek i mierząc przekrój czynny, można obserwować stany kwarkonium i precyzyjnie mierzyć ich masy.
Krótko po ogłoszeniu odkrycia w roku 1978 pracujący w DESY akcelerator DORIS został pospiesznie zmodyfikowany, by jego wiązki mogły osiągnąć energię 5 GeV. Pracujące przy nim eksperymenty PLUTO i DASP szybko odnalazły rezonans ϒ i zmierzyły jego parametry. W kilka miesięcy później odkryto drugi stan, {\displaystyle \Upsilon '} (obecnie oznaczany ϒ(2S)). Dopiero te pomiary jednoznacznie potwierdziły, że ϒ rzeczywiście jest cząstką zbudowaną z nowej generacji kwarków. W roku 1979 uruchomiony został nowy pierścień akumulacyjny CESR na Uniwersytecie Cornella. Szybko potwierdził odkrycia DORIS i odkrył kolejne dwa stany wzbudzone.
Przez następne kilkanaście lat DORIS i CESR prowadziły badania w obszarze energetycznym odpowiadającym rezonansom ϒ. Ich efektem były m.in.:
- odkrycie znanego obecnie spektrum stanów ϒ;
- dokładne wyznaczenie mas i szerokości wszystkich stanów;
- odkrycie innych stanów spinowych układu {\displaystyle b{\overline {b}},} nazwanych χb.

### LHC
Stan χb (3P) (w niesformatowanym tekście ASCII chi_b (3P)) bottomonium był pierwszą cząstką odkrytą w Wielkim Zderzaczu Hadronów. Artykuł o tym odkryciu został wysłany do arXiv 21 grudnia 2011 i opublikowany w kwietniu 2012 r. w czasopiśmie „Physical Review Letters”.

## Wykorzystanie
Ciężkie kwarkonia, a więc w szczególności i cząstka ϒ, stanowią doskonałe laboratorium do sprawdzania przewidywań chromodynamiki kwantowej. Obliczone przez QCD energie stanów wzbudzonych są porównywane ze zmierzonymi, a wyniki wykorzystywane są do ulepszania metod obliczeniowych i wyznaczania parametrów teorii.

### ϒ(4S)
Stan ϒ(4S) jest szczególnie interesujący z eksperymentalnego punktu widzenia, ponieważ jego masa jest minimalnie wyższa od podwojonej masy mezonu B. Dzięki temu ϒ(4S) rozpada się niemal w 100% na pary mezonów B:
{\displaystyle \Upsilon (4S)\to B^{+}B^{-}}
lub
{\displaystyle \Upsilon (4S)\to B^{0}{\overline {B}}{}^{0}.}
Rozpady ϒ(4S) stanowią bardzo „czyste” źródło mezonów B, umożliwiające precyzyjne badanie ich własności. Tak zwane „fabryki B” – akceleratory zbudowane specjalnie do badań nad tymi mezonami, pracują przy energii w układzie środka masy zderzających się cząstek równej masie tego stanu.